# Miyoko Akashi
Miyoko Akashi (jap. 明石 美代子, Akashi Miyoko; * 1946 in der Präfektur Yamaguchi) ist eine japanische Diplomatin. Seit 2008 ist sie als Botschafterin Japans in Litauen akkreditiert. Zuvor war sie unter anderem in den Niederlanden und in Dänemark eingesetzt.